# Loxosomella vivipara
Loxosomella vivipara är en bägardjursart som beskrevs av Nielsen 1966. Loxosomella vivipara ingår i släktet Loxosomella och familjen Loxosomatidae. Inga underarter finns listade i Catalogue of Life.